# Sergej Beseda
Sergej Orestovitj Beseda (ryska: Сергей Оре́стович Беседа), född 1 januari 1954 i Sovjetunionen, är en rysk underrättelseofficer.
Sergej Beseda började på Ryska federationens federala säkerhetstjänst (FSB) inom avdelningen för kontraterrorism, inom vilken han blev vicechef under Valentin Klimenko, som var en huvudkontaktman med amerikanska CIA sedan Boris Jeltsins presidentskap. Från 2003 tjänstgjorde Beseda som chef inom FSB:s nyuppsatta femte direktorat, som svarade för utrikes spioneri inom de tidigare Sovjetrepublikerna, samt för FSB:s kontakter med CIA. Han övertog ledningen för det femte direktoratet 2009.

## Rysslands invasion av Ukraina
Under Rysslands invasion av Ukraina 2022 sattes Beseda först i husarrest den 11 mars och arresterades och fördes till det av FSB drivna Lefortovofängelset i början av april.

## Sanktioner
Den 26 juli 2014 införde Europeiska unionen visum- och ekonomiska sanktioner mot Beseda i samband med Rysslands aggression i Ukraina. Hans tillgångar i EU-länder frystes. 